# 阿彻城 (得克萨斯州)
阿彻城（Archer City）位于美国得克萨斯州北部，是阿彻县的县治所在，面积5.8平方公里。根据美国2000年人口普查，共有1,848人，其中白人占97.56%。